# Елизабета Марија Сфорца
Елизабета Марија Сфорца (итал. Elisabetta Maria Sforza; * 10. јун 1456. године, Асти или Милано, Миланско војводство; † 1. септембар 1473. године, Казале, маркгрофица од Монферата) из династије Сфорца, била је принцеза војводства Милана и удајом маркгрофица од Монферата.

## Порекло
Била је најмлађа ћерка Франческа I Сфорце (* 1401, † 1466), војводе Милана од 1450. године, и његове треће жене Бјанке Марије Висконти (* 1424, † 1468), једина ћерка и наследница Филипа Марије Висконтија – војводе од Милана. Имала је шесторицу браће и једну сестру:
- Галеацо Марија (* 1444,† 1476), 5. војвода од Милана (1466 – 1476), муж Боне Савојске;
- Иполита Марија (* 1445, †1488), војвоткиња од Калабрије као супруга Алфонса II од Арагона, краља Напуља;
- Филипо Марија (* 1449, † 1492), гроф од Корзике и Павије, гроф од Барија, муж Констанце Сфорце;
- Сфорца Марија (* 1451, † 1479), војвода од Барија, муж Елеоноре од Арагона;
- Лудовико Марија 'Мавра' (* 1451. или 1452., † 1508.), седми војвода од Милана (1494. – 1499.), муж Беатриче д'Есте;
- Асканио Марија (* 1455, † 1505), бискуп Павије, кардинал (од 1484. године);
- Отавијано Марија (* 1458, † 1477), гроф од Лугана (од 1477. године).

Има једну полусестру из првог брака свог оца и тридесет пет полубраће и полусестара из ванбрачних веза.

## Биографија
Њен отац је умро када је имала 10 година, а наследио га је најстарији брат Галеацо Марија. Одабрао ју је за жену Вилијам (Гуљелмо) VIII Палеолог, маркгроф од Монферата и удовца маркгрофице Марије од Фоа, са којом је имао две ћерке. Њихова мајка се противи овом браку због значајне разлике у годинама између њих двоје.
Након што је војвоткиња Бјанка Марија умрла, војвода Галеацо је дозволио венчање и дао маркгрофу феуде Кремолино, Белфорте Монферато, Моларе и Мирабело Монферато. Елизабета Марија се удала у Абијатеграсу 18. јула 1469. године, са 13 година за скоро 49-годишњег маркгрофа.
Умрла је са 16 година у Казалеу.

## Брак и потомство
Елизабета Марија се удала 18. јула 1460. године, у Абијатеграсу за маркгрофа Вилијама VIII Палеолога (* 19. јул 1420, † 27. фебруар 1483), маркгроф од Монферата, имали су једну ћерку:
- Бјанка од Монферата (* 1472, Казале, маркгрофија Монтферат; † 30. март 1519, Торино, војводство Савоја), принцеза од Монферата и у браку војвоткиња од Савоје, титуларна краљица Кипра, Јерусалима и Јерменије (1485 – 1490) и маркиза од Салуца (1487 – 1490); ∞ 1. априла 1485. године, за Карла I Савојског (* 29. март 1468, Карињано; † 13. март 1490, Пинероло), војводa од Савојe,  сина и ћерку.